# Jürgen Fassbender
Pour les articles homonymes, voir Fassbender.
Jürgen Fassbender, né le 28 mai 1948 à Wesseling, est un ancien joueur de tennis professionnel allemand.
Il a débuté en tant qu'amateur en 1967 puis est passé professionnel en 1970.
Il s'est surtout distingué en double avec ses compatriotes Hans-Jürgen Pohmann et Karl Meiler. Avec ces derniers, il a atteint à trois reprises les demi-finales d'un tournoi du Grand Chelem.
Il a pris part à un total de 23 rencontres de Coupe Davis avec l'équipe d'Allemagne de l'Ouest dont une demi-finale interzone en 1968, perdue contre l'Inde. Il a formé avec Pohmann l'équipe la plus prolifique dans la compétition (13 victoires pour 3 défaites).

## Parcours dans les tournois duGrand Chelem

### En simple
| Année | Open d'Australie | Open d'Australie | Internationaux de France | Internationaux de France | Wimbledon       | Wimbledon    | US Open         | US Open      | Open d'Australie | Open d'Australie |
| ----- | ---------------- | ---------------- | ------------------------ | ------------------------ | --------------- | ------------ | --------------- | ------------ | ---------------- | ---------------- |
| 1968  | —                | —                | —                        | —                        | 1er tour (1/64) | T. Edlefsen  | —               | —            | n.o.             | n.o.             |
| 1969  | —                | —                | 1er tour (1/64)          | S. Koudelka              | —               | —            | —               | —            | n.o.             | n.o.             |
| 1970  | —                | —                | 1er tour (1/64)          | B. MacKay                | —               | —            | 1er tour (1/64) | S. Pasarell  | n.o.             | n.o.             |
| 1971  | —                | —                | —                        | —                        | 1er tour (1/64) | O. Bengtson  | 1er tour (1/64) | F. Froehling | n.o.             | n.o.             |
| 1972  | —                | —                | 2e tour (1/32)           | Phillips-Moore           | 3e tour (1/16)  | I. Năstase   | 2e tour (1/32)  | B. Hewitt    | n.o.             | n.o.             |
| 1973  | —                | —                | 3e tour (1/16)           | I. Năstase               | 1/4 de finale   | S. Mayer     | 1er tour (1/64) | O. Davidson  | n.o.             | n.o.             |
| 1974  | —                | —                | 3e tour (1/16)           | P. Cornejo               | 2e tour (1/32)  | I. El Shafei | —               | —            | n.o.             | n.o.             |
| 1975  | —                | —                | —                        | —                        | 2e tour (1/32)  | C. Owens     | 1er tour (1/64) | T. Okker     | n.o.             | n.o.             |
| 1976  | —                | —                | 3e tour (1/16)           | A. Ashe                  | 1er tour (1/64) | J. Delaney   | —               | —            | n.o.             | n.o.             |
| 1977  | —                | —                | 2e tour (1/32)           | S. Smith                 | 1er tour (1/64) | F. McMillan  | —               | —            | —                | —                |
| 1978  | n.o.             | n.o.             | 1er tour (1/64)          | R. Tanner                | —               | —            | —               | —            | —                | —                |

N.B. : à droite du résultat se trouve le nom de l'ultime adversaire.

### En double
| Année | Open d'Australie | Open d'Australie | Internationaux de France      | Internationaux de France  | Wimbledon                     | Wimbledon                  | US Open                       | US Open                     | Open d'Australie | Open d'Australie |
| ----- | ---------------- | ---------------- | ----------------------------- | ------------------------- | ----------------------------- | -------------------------- | ----------------------------- | --------------------------- | ---------------- | ---------------- |
| 1969  | —                | —                | 1er tour (1/64) I. Buding     | M. Estep Z. Guerry        | —                             | —                          | —                             | —                           | n.o.             | n.o.             |
| 1970  | —                | —                | 2e tour (1/32) H.-J. Pohmann  | P. Cornejo J. Fillol      | —                             | —                          | 1er tour (1/32) I. Buding     | J-B. Chanfreau J.-L. Rouyer | n.o.             | n.o.             |
| 1971  | —                | —                | —                             | —                         | 1er tour (1/32) H.-J. Pohmann | I. Fletcher Phillips-Moore | 1er tour (1/32) H.-J. Pohmann | A. Muñoz M. Orantes         | n.o.             | n.o.             |
| 1972  | —                | —                | 1er tour (1/32) H.-J. Pohmann | T. Leius J. Paish         | 1er tour (1/32) K. Meiler     | J. Hřebec F. Pala          | 1er tour (1/32) H.-J. Pohmann | I. Năstase I. Țiriac        | n.o.             | n.o.             |
| 1973  | —                | —                | 1/2 finale H.-J. Pohmann      | J. Connors I. Năstase     | 1/2 finale K. Meiler          | J. Connors I. Năstase      | —                             | —                           | n.o.             | n.o.             |
| 1974  | —                | —                | 1/4 de finale H.-J. Pohmann   | P. Beust D. Contet        | 1/4 de finale K. Meiler       | J. Newcombe T. Roche       | —                             | —                           | n.o.             | n.o.             |
| 1975  | —                | —                | —                             | —                         | 1/2 finale H.-J. Pohmann      | V. Gerulaitis S. Mayer     | 1/8 de finale H.-J. Pohmann   | I. Țiriac G. Vilas          | n.o.             | n.o.             |
| 1976  | —                | —                | 1/4 de finale H.-J. Pohmann   | P. Dominguez F. Jauffret  | 1er tour (1/32) H.-J. Pohmann | B. Bertram B. Mitton       | —                             | —                           | n.o.             | n.o.             |
| 1977  | —                | —                | 1/4 de finale K. Meiler       | S. Smith R. Lutz          | —                             | —                          | —                             | —                           | —                | —                |
| 1978  | n.o.             | n.o.             | 2e tour (1/16) K. Meiler      | G. Ocleppo Roger-Vasselin | —                             | —                          | —                             | —                           | —                | —                |
| 1980  | n.o.             | n.o.             | 1/8 de finale R. Moore        | F. González R. Lutz       | 1er tour (1/32) C. Dowdeswell | G. Mayer S. Mayer          | —                             | —                           | —                | —                |

N.B. : le nom du ou de la partenaire se trouve sous le résultat ; le nom des ultimes adversaires se trouve à droite.